# Pantoporia generosior
Pantoporia generosior är en fjärilsart som beskrevs av Hans Fruhstorfer 1906. Pantoporia generosior ingår i släktet Pantoporia och familjen praktfjärilar. Inga underarter finns listade i Catalogue of Life.